# 小步舞曲

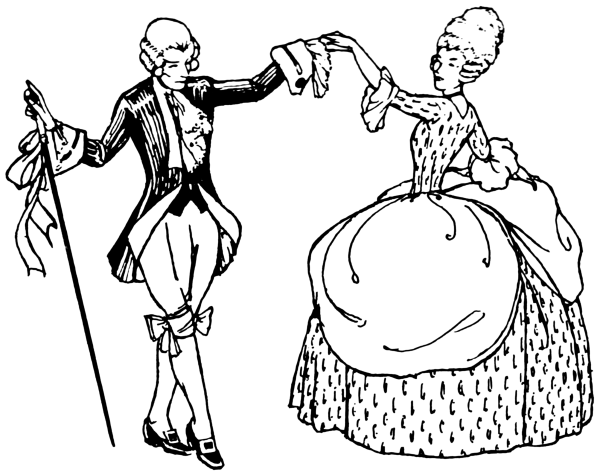
小步舞

小步舞曲（法语：menuet，英语：minuet），是一種源於法國的三拍子舞曲，男女對舞。1650年—1750年间主宰了歐洲貴族舞曲。據傳源自法國民間的普瓦图勃朗里舞。17世紀時由民間傳入宮廷，受到法國國王路易十四的喜好和提倡，因此很快便傳遍歐洲，盛行於18世紀。以其中庸的速度和優雅的風格為特色，舞蹈者按社会地位高低为序，讲究礼仪，极为壮观，常表演多种经过精心设计的花样或图案，并于起舞前向舞伴和观众行屈膝礼或鞠躬。早期小步舞曲大都是從第一拍開始，但到了古典時期則變成了從第三拍開始。用於舞蹈場所的小步舞曲，其速度一般都是比較慢的，重音多落在第二拍上；而作為單獨演奏的樂曲，其速度通常都會較快。
海頓開始將小步舞曲用於寫作奏鳴曲的第三樂章，以後許多音樂家也寫作了小步舞曲作品，比較著名的有貝多芬的《小步舞曲六首》和莫札特的《D大調第十七嬉遊曲》的第三樂章。已經脫離了舞蹈，成為纯粹的音樂作品，只是仍然採用小步舞的節奏。